# Список эпизодов телесериала «Чёрная метка»
Список серий американского телесериала «Чёрная метка» в жанре комедийной драмы, транслируемого на телеканале USA с 28 июня 2007 года по 12 сентября 2013 года.
Чёрная метка является термином, используемым в американских спецслужбах, означающим, что определённый агент или источник информации стал ненадёжным. Стиль сериала — рассказ от первого лица, включая частые потоки сознания за кадром от лица бывшего агента спецслужб Майкла Вестена, которого играет Джеффри Донован.
Сбежав с операции в Нигерии, сорванной внезапным объявлением о ненадёжности Вестена, он обнаруживает себя в своём родном городе Майами, Флорида. Рядом с собой Майкл обнаруживает свою бывшую подругу, но все его связные из спецслужб отказываются иметь с ним дело. Он находится под постоянным наблюдением федералов, а его личные банковские счета заморожены правительством. Единственное, что он смог узнать от своего главного связного в правительстве — какая-то важная «шишка» хочет, чтобы он остался (возможно, на всю жизнь) в Майами. Если он только попробует уехать, на ноги будет поднята вся полиция страны, чтобы взять его. Вестена одолевает желание знать, кто его «спалил» и за что, он начинает работать как частный детектив без лицензии и наёмный шпион для того в городе, кто может оплатить его личное расследование своего дела.

## Обзор сезонов
| Сезон | Сезон | Эпизоды | Оригинальная дата показа | Оригинальная дата показа |
| Сезон | Сезон | Эпизоды | Премьера сезона          | Финал сезона             |
| ----- | ----- | ------- | ------------------------ | ------------------------ |
|       | 1     | 12      | 28 июня 2007             | 20 сентября 2007         |
|       | 2     | 16      | 10 июля 2008             | 5 марта 2009             |
|       | 3     | 16      | 4 июня 2009              | 4 марта 2010             |
|       | 4     | 18      | 3 июня 2010              | 16 декабря 2010          |
|       | Фильм | Фильм   | 17 апреля 2011           | 17 апреля 2011           |
|       | 5     | 18      | 23 июня 2011             | 15 декабря 2011          |
|       | 6     | 18      | 14 июня 2012             | 20 декабря 2012          |
|       | 7     | 13      | 6 июня 2013              | 12 сентября 2013         |

## Список серий

### Сезон 1 (2007)
| № общий | № в сезоне | Название                                 | Режиссёр          | Автор сценария                   | Дата премьеры    | Произв. код | Зрители в США (млн) |
| --- | ---------- | ---------------------------------------- | ----------------- | -------------------------------- | ---------------- | ----------- | ------------------- |
| 1 | 1          | «Pilot» «Пилотная серия»                 | Джейс Александер  | Мэтт Никс                        | 28 июня 2007     | BN100       | 3,99                |
| Шпион, выгнанный из агентства, застревает в Майами, где он помогает местным, не желающим иметь дела с полицией. Первое дело Майкла Вестена: помочь клиенту, которого обвиняют в краже ценных произведений искусства. Ему помогают его бывшая подруга и агент в отставке. Также ему приходится считаться со своей матерью, не знающей о карьере сына. |            |                                          |                   |                                  |                  |             |                     |
| 2 | 2          | «Identity» «Личность»                    | Род Харди         | Мэтт Никс                        | 5 июля 2007      | BN101       | 3,94                |
| Майкл Вестен соглашается помочь подруге матери вернуть деньги, украденные обманщиком, взамен на информацию о паре загадочных людей, следящих за домом матери. |            |                                          |                   |                                  |                  |             |                     |
| 3 | 3          | «Fight or Flight» «Бежать или сражаться» | Колин Бакси       | Крейг O'Нил и Джейсон Трейси     | 12 июля 2007     | BN103       | 3,25                |
| Женщина, ставшая свидетелем жестокого избиения, получает угрозы от местного наркодельца, совершившего избиение. Майкл Вестен пытается увезти её из Майами для её же безопасности, но подростковая дочь женщины отказывается покинуть город, что заставляет его предпринять рискованный план по отчуждению дельца с его картелем.                     |            |                                          |                   |                                  |                  |             |                     |
| 4 | 4          | «Old Friends» «Старые друзья»            | Дэвид Соломон     | Альфредо Барриус мл.             | 19 июля 2007     | BN102       | 3,33                |
| Друг Майкла Вестена просит помощи освободить его дочь из лап сутенёров, желающих продать её в проституцию. В это же время Майкл должен защищаться от постоянных покушений на его жизнь. |            |                                          |                   |                                  |                  |             |                     |
| 5 | 5          | «Family Business» «Семейный бизнес»      | Сэнфорд Букстэвер | Мэтт Никс                        | 26 июля 2007     | BN104       | 3,51                |
| Майкл Вестен внедряется в семью торговцев оружием после того как они угрожают работнику аэропорта, надеясь спугнуть их. В то же время, ФБР начинают надавливать на Сэма Экса, чтобы он собирал больше информации о Майкле. |            |                                          |                   |                                  |                  |             |                     |
| 6 | 6          | «Unpaid Debts» «Неоплаченные долги»      | Пол Нолан         | Ник Трил                         | 2 августа 2007   | BN105       | 4,41                |
| Майкл выкрадывает лодку у ямайских гангстеров и обнаруживает в ней 10 миллионов долларов. В то же время, агент Центральной безопасности пытается заставить Майкла прекратить его расследование в собственном деле. |            |                                          |                   |                                  |                  |             |                     |
| 7 | 7          | «Broken Rules» «Нарушенные правила»      | Тим Мэтисон       | Мейр Смит                        | 9 августа 2007   | BN106       | 4,14                |
| Майкл притворяясь вором, внедряется в преступную группировку, которая терроризирует торговца. Тем временем, Майкл шантажирует агента, чтобы тот раскрыл ему информацию о том, кто его «спалил». |            |                                          |                   |                                  |                  |             |                     |
| 8 | 8          | «Wanted Man» «Разыскиваемый человек»     | Кен Джиротти      | Крейг O'Нил и Джейсон Трейси     | 16 августа 2007  | BN107       | 4,23                |
| Майкл и Фиона ловят разыскиваемого ювелирного вора, но когда тот утверждает, что невиновен, Фиона просит Майкла найти настоящего преступника. Тем временем, Майкл пытается привлечь внимание агента, который его подставил. |            |                                          |                   |                                  |                  |             |                     |
| 9 | 9          | «Hard Bargain» «Трудная сделка»          | Джон Т. Кретчмер  | Альфредо Барриус мл.             | 23 августа 2007  | BN108       | 4,08                |
| Подружка Сэма просит Майкла освободить женщину, похищенную людьми, считающими, что её парень богат. Также, Майкл встречается с бюрократом из Центральной безопасности для пересмотра его дела и «уведомления»… с неожиданным результатом. |            |                                          |                   |                                  |                  |             |                     |
| 10 | 10         | «False Flag» «Ложный флаг»               | Пол Шэпиро        | Мэтт Никс и Бен Уоткинс          | 13 сентября 2007 | BN109       | 4,02                |
| Майкл эмоционально переживает, работая над делом о женщине, разыскивающей своего сына, которого якобы похитил отец ребёнка. Тем временем, Майкл узнаёт, что человек который «спалил» его, собирается нанести ему визит в Майами. |            |                                          |                   |                                  |                  |             |                     |
| 11 | 11         | «Dead Drop» «Тайник»                     | Джеремайя Чечик   | Крейг O'Нил и Джейсон Трейси     | 20 сентября 2007 | BN110       | 4,78                |
| Сэма держат в плену контрабандисты героина, в прошлом — оперативники спецслужб. |            |                                          |                   |                                  |                  |             |                     |
| 12 | 12         | «Loose Ends» «Свободные концы»           | Стефан Сурджик    | Мэтт Никс и Альфредо Барриус мл. | 20 сентября 2007 | BN111       | 4,78                |
| Майкл должен использовать свои подпольные связи, чтобы спасти своего друга, уворачиваясь от правительственных агентов, пытающихся арестовать его. |            |                                          |                   |                                  |                  |             |                     |

### Сезон 2 (2008-09)
| № общий | № в сезоне | Название                                           | Режиссёр         | Автор сценария                       | Дата премьеры    | Произв. код | Зрители в США (млн) |
| --- | ---------- | -------------------------------------------------- | ---------------- | ------------------------------------ | ---------------- | ----------- | ------------------- |
| 13 | 1          | «Breaking and Entering» «Проникновение со взломом» | Пол Нолан        | Мэтт Никс                            | 10 июля 2008     | BN201       | 5,39                |
| Майкл получает указания от своего нового нанимателя, загадочной женщины, известной лишь под именем Карла. |            |                                                    |                  |                                      |                  |             |                     |
| 14 | 2          | «Turn and Burn» «Повернись и гори»                 | Джон Т. Кретчмер | Альфредо Барриус мл.                 | 17 июля 2008     | BN202       | 4,87                |
| Сэм убеждает Майкла помочь женщине избавиться от преследователя, но Майкл узнаёт, что эта женщина — на самом деле агент управления по борьбе с наркотиками, которой нужна помощь в крупном деле.                                        |            |                                                    |                  |                                      |                  |             |                     |
| 15 | 3          | «Trust Me» «Доверься мне»                          | Пол Нолан        | Крейг O'Нил и Джейсон Трейси         | 24 июля 2008     | BN203       | 4,76                |
| Майкл помогает человеку, которого обманули и который теперь должен кое-кому деньги. |            |                                                    |                  |                                      |                  |             |                     |
| 16 | 4          | «Comrades» «Товарищи»                              | Джон Т. Кретчмер | Мэтт Никс и Джейсон Нинг             | 31 июля 2008     | BN204       | 4,86                |
| Майкл помогает женщине и притворяется русским работорговцем. |            |                                                    |                  |                                      |                  |             |                     |
| 17 | 5          | «Scatter Point» «Точка разбрасывания»              | Род Харди        | Бен Уоткинс                          | 7 августа 2008   | BN205       | 4,56                |
| Майкл пытается найти Карлу, одновременно помогая бывшему преступнику предотвратить кражу драгоценностей. |            |                                                    |                  |                                      |                  |             |                     |
| 18 | 6          | «Bad Blood» «Плохие отношения»                     | Бронуэн Хьюгс    | Мэтт Никс и Рашад Рэйзани            | 14 августа 2008  | BN206       | 3,88                |
| Чтобы поймать вора в крупной звукозаписывающей студии, Майкл должен убедить его, что он является отмывателем денег. |            |                                                    |                  |                                      |                  |             |                     |
| 19 | 7          | «Rough Seas» «Бурное море»                         | Джеремайя Чечик  | Альфредо Барриус мл. и Майкл Хоровиц | 21 августа 2008  | BN207       | 3,86                |
| Майкл обманом заставляет банду пиратов совершить ограбление, чтобы найти украденный груз. |            |                                                    |                  |                                      |                  |             |                     |
| 20 | 8          | «Double Booked» «Слишком занят»                    | Тим Мэтисон      | Крейг O'Нил и Джейсон Трейси         | 11 сентября 2008 | BN208       | 4,77                |
| Бывший товарищ Майкла нанимает его убить невинную женщину. |            |                                                    |                  |                                      |                  |             |                     |
| 21 | 9          | «Good Soldier» «Хороший солдат»                    | Джефф Фрилич     | Альфредо Барриус мл.                 | 18 сентября 2008 | BN209       | 4,67                |
| Майкл притворяется охранником-алкоголиком, чтобы предотвратить похищение, связанное с иностранной нефтяной компанией. Тем временем, Сэм следит за Карлой, которая может привести Майкла к цели снайпера; но у Карлы есть свои сюрпризы. |            |                                                    |                  |                                      |                  |             |                     |
| 22 | 10         | «Do No Harm» «Не причини вреда»                    | Мэтт Никс        | Мэтт Никс                            | 22 января 2009   | BN210       | 5,12                |
| Майкл встречает самоубийцу и решает помочь ему. |            |                                                    |                  |                                      |                  |             |                     |
| 23 | 11         | «Hot Spot» «Горячая точка»                         | Стефан Сурджик   | Бен Уоткинс                          | 29 января 2009   | BN211       | 5,38                |
| Майкл должен забрать краденные товары с завода. Но когда завод поджигают, Майкл должен довериться Сэму и Фионе, чтобы они вытащили его.                                                                                                 |            |                                                    |                  |                                      |                  |             |                     |
| 24 | 12         | «Seek and Destroy» «Найти и уничтожить»            | Скотт Питерс     | Рашад Рэйзани                        | 5 февраля 2009   | BN212       | 5,27                |
| Охранник с проблемами похищает Сэма и Фиону. Он знает о работе Майкла и требует, чтобы он ему помог, иначе он убьёт заложников. |            |                                                    |                  |                                      |                  |             |                     |
| 25 | 13         | «Bad Breaks» «Плохая ситуация»                     | Джон Кретчмер    | Майкл Хоровиц                        | 12 февраля 2009  | BN213       | 4,84                |
| Когда Майкл заболевает, Фиона предлагает свою помощь в деле. |            |                                                    |                  |                                      |                  |             |                     |
| 26 | 14         | «Truth & Reconciliation» «Правда и воссоединение»  | Эрнест Дикерсон  | Альфреда Барриус мл.                 | 19 февраля 2009  | BN214       | 4,67                |
| На Майкла, Сэма и Фиону нападают, пока они помогают клиенту. Они понимают, что они оказались на пути ЦРУ и должны прятаться. |            |                                                    |                  |                                      |                  |             |                     |
| 27 | 15         | «Sins of Omission» «Отпущение грехов»              | Дэнни Гордон     | Крейг O'нил и Джейсон Трейси         | 26 февраля 2009  | BN215       | 4,85                |
| Появляется смертельный враг, чья цель — уничтожить бизнес и жизнь Майкла. |            |                                                    |                  |                                      |                  |             |                     |
| 28 | 16         | «Lesser Evil» «Меньшее зло»                        | Тим Мэтисон      | Мэтт Никс                            | 5 марта 2009     | BN216       | 6,09                |
| Во время попытки убийства, Фиона впадает в кому. Майкл ищет виновного. |            |                                                    |                  |                                      |                  |             |                     |

### Сезон 3 (2009-10)
| № общий | № в сезоне | Название                                       | Режиссёр               | Автор сценария                               | Дата премьеры   | Произв. код | Зрители в США (млн) |
| --- | ---------- | ---------------------------------------------- | ---------------------- | -------------------------------------------- | --------------- | ----------- | ------------------- |
| 29 | 1          | «Friends and Family» «Семья и друзья»          | Тим Мэтисон            | Мэтт Никс                                    | 4 июня 2009     | BN301       | 5,99                |
| Освободившись от преследования организацией, выдавшей ему чёрную метку, Майкл также теряет её защиту и мгновенно становится объектом полицейского расследования. Тем временем, старый знакомый предлагает ему работу: добиться экстрадиции преступника из Латинской Америки.                                                                         |            |                                                |                        |                                              |                 |             |                     |
| 30 | 2          | «Question and Answer» «Вопрос и ответ»         | Джон Т. Кретчмер       | Альфредо Барриус мл.                         | 11 июня 2009    | BN302       | 5,24                |
| Полиция продолжает интересоваться Майклом. Обнаружив его хранилище взрывчатки, детектив Мишель Пэкстон вынуждает Майкла перепрятать припасы прежде, чем она вернется с ордером на обыск. Тем временем, команда помогает женщине вернуть похищенного сына. Майклу приходится притвориться наркоманом, чтобы узнать, где находится похищенный ребёнок. |            |                                                |                        |                                              |                 |             |                     |
| 31 | 3          | «End Run» «Конец преследования»                | Дэнни Гордон           | Крейг O'Нил                                  | 18 июня 2009    | BN303       | 5,78                |
| Давний враг Майкла, торговец оружием Тайлер Бренен похищает Нейта, вынуждая Майкла помочь ему совершить крупное ограбление. Тем временем Пэкстон продолжает наступать Майклу на пятки... |            |                                                |                        |                                              |                 |             |                     |
| 32 | 4          | «Fearless Leader» «Бесстрашный лидер»          | Джон Т. Кретчмер       | Майкл Хоровиц                                | 25 июня 2009    | BN304       | 5,35                |
| Пытаясь избавиться от преследования полиции, Майкл решает посодействовать поимке преступной группировки, а в итоге обретает нового друга. Сэм сотрудничает с агентом налоговой службы, который оказывается сыном его бывшей возлюбленной... |            |                                                |                        |                                              |                 |             |                     |
| 33 | 5          | «Signals and Codes» «Сигналы и коды»           | Джеремайя С. Чечик     | Джейсон Трейси                               | 9 июля 2009     | BN305       | 5,5                 |
| Майкл пытается предотвратить распространение государственной тайны, способное привести к гибели американских шпионов. |            |                                                |                        |                                              |                 |             |                     |
| 34 | 6          | «The Hunter» «Охотник»                         | Брайан Списер          | Сюжет: Райан Джонсон Телесценарий: Лиза Джой | 16 июля 2009    | BN306       | 6,7                 |
| На Майкла объявил охоту его давний враг, украинец. Украинцу даже удается похитить его средь бело дня. |            |                                                |                        |                                              |                 |             |                     |
| 35 | 7          | «Shot in the Dark» «Выстрел вслепую»           | Эрнест Дикерсон        | Бен Уоткинс                                  | 23 июля 2009    | BN307       | 6,8                 |
| Кто-то пробрался в дом Фи. Майкл и Фиона находят дома несовершеннолетнего вора, который пытался украсть револьвер, чтобы убить своего отчима. |            |                                                |                        |                                              |                 |             |                     |
| 36 | 8          | «Friends Like These» «Друзьям это нравится»    | Феликс Энрикес Алькала | Рашад Рэйзани                                | 30 июля 2009    | BN308       | 6,63                |
| Похоже, что у Майкла появился шанс вернуться на прежнюю работу. Агент подкидывает ему не пыльную работёнку. А Фи - это все очень не нравится. |            |                                                |                        |                                              |                 |             |                     |
| 37 | 9          | «Long Way Back» «Долгая дорога домой»          | Джефф Фрилич           | Крейг O'Нил                                  | 6 августа 2009  | BN309       | 7,59                |
| Давний «знакомый» Фионы из ИРА приехал за ней. Ему удается её похитить. Майкл в ярости. Он узнаёт, что похищение подстроил его агент, который должен был снять с него чёрную метку. Что же сделает Майкл? Возвратится на прежнюю работу или останется с Фионой?                                                                                      |            |                                                |                        |                                              |                 |             |                     |
| 38 | 10         | «A Dark Road» «Тёмной дороге»                  | Джон Т. Кретчмер       | Мэтт Никс                                    | 21 января 2010  | BN310       | 5,35                |
| К Майклу обращается женщина, которую шантажирует банда страховых мошенников. Майкл выходит на след «чистильщика». |            |                                                |                        |                                              |                 |             |                     |
| 39 | 11         | «Friendly Fire» «Дружественный огонь»          | Терри Миллер           | Альфредо Барриус мл.                         | 28 января 2010  | BN311       | 5,30                |
| Майкл решил пойти на встречу с «чистильщиком». Он хочет знать, о планах последнего, и поэтому, ему придется показать своё мастерство в новом деле. |            |                                                |                        |                                              |                 |             |                     |
| 40 | 12         | «Noble Causes» «Благородные цели»              | Майкл Зинберг          | Бен Уоткинс                                  | 4 февраля 2010  | BN312       | 4,25                |
| «Чистильщик» на встрече с Майклом рассказывает о деле. Но Майкл заметил, что на столе три прибора - кто же ещё должен прийти к ни на встречу? |            |                                                |                        |                                              |                 |             |                     |
| 41 | 13         | «Enemies Closer» «Враги ближе»                 | Кевин Брай             | Джейсон Трейси                               | 11 февраля 2010 | BN313       | 4,66                |
| В своём доме Майкл обнаруживает старого «друга» Ларри, и чей-то труп. Как выяснилось, Ларри предотвратил убийство Майкла. За Майклом объявлена охота, картель думает, что он украл 2 миллиона долларов. «Чистильщик» выполнил заказ, теперь ему нужен план полётов самолётов.                                                                        |            |                                                |                        |                                              |                 |             |                     |
| 42 | 14         | «Partners in Crime» «Партнёры по преступлению» | Дирк Крафт             | Майкл Хоровиц                                | 18 февраля 2010 | BN314       | 4,12                |
| Сэм подкидывает новое дело: в модном доме кто-то проводит финансовые махинации. Майклу удается выяснить, что будет находиться в самолёте, о плане полётов которого интересовался «чистильщик». |            |                                                |                        |                                              |                 |             |                     |
| 43 | 15         | «Good Intentions» «Благие намерения»           | Дэнни Гордон           | Рашад Рэйзани                                | 25 февраля 2010 | BN315       | 4,50                |
| К Фионе обращается за поддержкой её давний знакомый. Но помощь нужна не ему, он в этом деле просто сводник. «Чистильщик» начал понемножку открывать свои карты. |            |                                                |                        |                                              |                 |             |                     |
| 44 | 16         | «Devil You Know» «Дьявол в тебе»               | Мэтт Никс              | Мэтт Никс                                    | 4 марта 2010    | BN316       | 4,32                |
| Майклу придется действовать решительно, ток как псих, который сбежал из-под стражи, заминировал отель. |            |                                                |                        |                                              |                 |             |                     |

### Сезон 4 (2010)
| № общий | № в сезоне | Название                                        | Режиссёр        | Автор сценария                  | Дата премьеры   | Произв. код | Зрители в США (млн) |
| --- | ---------- | ----------------------------------------------- | --------------- | ------------------------------- | --------------- | ----------- | ------------------- |
| 45 | 1          | «Friends and Enemies» «Друзья и враги»          | Тим Мэтисон     | Мэтт Никс                       | 3 июня 2010     | BN401       | 6,62                |
| Майкла вербуют в службу «спалившихся» шпионов... |            |                                                 |                 |                                 |                 |             |                     |
| 46 | 2          | «Fast Friends» «Надёжные друзья»                | Дэнни Гордон    | Рашад Рэйзани                   | 10 июня 2010    | BN402       | 5,67                |
| Майкл должен стать лучшим другом Джесси - контрразведчика, которого Майкл недавно «спалил».                                                                                               |            |                                                 |                 |                                 |                 |             |                     |
| 47 | 3          | «Made Man» «Физически сформировавшийся человек» | Джеффри Донован | Альфредо Барриус мл.            | 17 июня 2010    | BN403       | 5,31                |
| Майкл и Джесси должны выяснить, как в порту оказываются большие партии оружия. Но прежде, им нужно помочь охраннику порта, которого избивают рэкетиры.                                    |            |                                                 |                 |                                 |                 |             |                     |
| 48 | 4          | «Breach of Faith» «Вероломство»                 | Джеремайя Чечик | Бен Уоткинс                     | 24 июня 2010    | BN404       | 5,33                |
| Сэм просит Майкла помочь своему давнему знакомому, который стал потерпевшим от махинаций афериста.                                                                                        |            |                                                 |                 |                                 |                 |             |                     |
| 49 | 5          | «Neighborhood Watch» «Битва за клинику»         | Кевин Брай      | Майкл Хоровиц                   | 1 июля 2010     | BN405       | 5,21                |
| К Майклу обращается работница клиники, которую затерроризировали дилеры наркотиков. Майкл пытается поймать киллершу, которая выронила в прошлой серии диск с данными.                     |            |                                                 |                 |                                 |                 |             |                     |
| 50 | 6          | «Entry Point» «Точка доступа»                   | Джеффри Хант    | Крейг O'Нил                     | 15 июля 2010    | BN406       | 5,65                |
| Майкл и его команда все-таки сумели поймать киллера. Чтобы её «расколоть» - нужно придумать хитрую «игру».                                                                                |            |                                                 |                 |                                 |                 |             |                     |
| 51 | 7          | «Past & Future Tense» «Между прошлым и будущим» | Джеремайя Чечик | Джейсон Трейси                  | 22 июля 2010    | BN407       | 5,87                |
| Майкл заметил, что в гостиницу заселяется спецназ из России. За кем же они приехали? Фиона помогает Джесси встретиться со своим бывшим шефом.                                             |            |                                                 |                 |                                 |                 |             |                     |
| 52 | 8          | «Where There's Smoke» «Дым без огня»            | Кевин Брай      | Лиза Джой                       | 29 июля 2010    | BN408       | 5,38                |
| Сэма и Фиону наняли для обеспечения охраны у одного богача, который занимается микроэлектроникой. Майкл и Джесси готовятся к тому, чтобы обчистить нужную им ячейку в банке.              |            |                                                 |                 |                                 |                 |             |                     |
| 53 | 9          | «Center of the Storm» «Эпицентр бури»           | Колин Бакси     | Райан Джонсон и Питер Лэлайанис | 5 августа 2010  | BN409       | 5,69                |
| Агенты ФБР с которыми дружит Сэм просят Майкла защитить свидетеля от турецкого картеля, так как их отстранили от дела. Новый «корешок» Майкла из агентства бывших шпионов навестил Фиону. |            |                                                 |                 |                                 |                 |             |                     |
| 54 | 10         | «Hard Time» «Время жестокости»                  | Дэнни Гордон    | Альфредо Барриус мл.            | 12 августа 2010 | BN410       | 5,57                |
| Другу Сэма, который сидит в тюрьме, и которому осталось просидеть всего неделю, угрожает опасность. Майкл продвигается в своём расследовании.                                             |            |                                                 |                 |                                 |                 |             |                     |
| 55 | 11         | «Blind Spot» «Провал в памяти»                  | Майкл Смит      | Майкл Хоровиц                   | 19 августа 2010 | BN411       | 5,50                |
| Фиона должна помочь подружке своей подружки, с которой познакомилась на курсах йоги. |            |                                                 |                 |                                 |                 |             |                     |
| 56 | 12         | «Guilty as Charged» «Виновен по всем пунктам»   | Джеремайя Чечик | Мэтт Никс                       | 26 августа 2010 | BN417       | 6,29                |
| К Майклу в «гости» приезжает человек, заинтересованный в Библии. |            |                                                 |                 |                                 |                 |             |                     |
| 57 | 13         | «Eyes Open» «Открытые глаза»                    | Дэнни Гордон    | Джейсон Трейси                  | 11 ноября 2010  | BN413       | 4,32                |
| Майкл попадает в больницу с тяжелыми ранениями. |            |                                                 |                 |                                 |                 |             |                     |
| 58 | 14         | «Hot Property» «Горячая собственность»          | Джонатан Фрэйкс | Рашад Рэйзани                   | 18 ноября 2010  | BN414       | 3,50                |
| Майкл и его команда объединяются со старым врагом, чтобы вернуть украденное химическое оружие.                                                                                            |            |                                                 |                 |                                 |                 |             |                     |
| 59 | 15         | «Brotherly Love» «Братская любовь»              | Терри Миллер    | Бен Уоткинс                     | 2 декабря 2010  | BN415       | 3,70                |
| Когда Нэйт попадает в серьёзные неприятности, Майкл должен вернуться и спасти брату жизнь.                                                                                                |            |                                                 |                 |                                 |                 |             |                     |
| 60 | 16         | «Dead or Alive» «Живой или мёртвый»             | Питер Маркл     | Лиза Джой                       | 9 декабря 2010  | BN416       | 4,34                |
| Майкл решает отдать флэшку, содержащую информацию о людях, сдавших его правительству и для этого встречается с наставницей Джесси, Мэри.                                                  |            |                                                 |                 |                                 |                 |             |                     |
| 61 | 17         | «Out of the Fire» «Из огня»                     | Марк Роскин     | Крейг O'Нил                     | 16 декабря 2010 | BN417       | 4,77                |
| Старый враг Майкла, оружейный дилер Тайлер Бреннен, и его друг и наставник «Мертвый Ларри» Сиземор объединяются и пытаются вынудить Майкла совершать убийства.                            |            |                                                 |                 |                                 |                 |             |                     |
| 62 | 18         | «Last Stand» «Последняя битва»                  | Стефан Сурджик  | Мэтт Никс                       | 16 декабря 2010 | BN418       | 5,11                |
| Вон сообщает Майклу, что отныне он считает его врагом. |            |                                                 |                 |                                 |                 |             |                     |

### Падение Сэма Экса (2011)
| Название                                                             | Режиссёр        | Автор сценария                                       | Дата премьеры  | Зрители в США (млн) |
| -------------------------------------------------------------------- | --------------- | ---------------------------------------------------- | -------------- | ------------------- |
| «Burn Notice: The Fall of Sam Axe» «Чёрная метка: Падение Сэма Экса» | Джеффри Донован | Сюжет: Мэтт Никс и Грег Харт Телесценарий: Мэтт Никс | 17 апреля 2011 | 3,57                |

### Сезон 5 (2011)
| № общий | № в сезоне | Название                                            | Режиссёр             | Автор сценария                  | Дата премьеры   | Произв. код | Зрители в США (млн) |
| ------- | ---------- | --------------------------------------------------- | -------------------- | ------------------------------- | --------------- | ----------- | ------------------- |
| 63      | 1          | «Company Man» «Служащий фирмы»                      | Стивен Сурджик       | Мэтт Никс                       | 23 июня 2011    | BN501       | 5,17                |
| 64      | 2          | «Bloodlines» «Кровные узы»                          | Колин Бакси          | Альфредо Барриус мл.            | 30 июня 2011    | BN502       | 4,67                |
| 65      | 3          | «Mind Games» «Игры ума»                             | Скотт Питерс         | Майкл Хоровиц                   | 7 июля 2011     | BN503       | 4,88                |
| 66      | 4          | «No Good Deed» «Ни одно доброе дело»                | Джеремайя Чечик      | Рашад Рэйзани и Бен Уоткинс     | 14 июля 2011    | BN504       | 5,39                |
| 67      | 5          | «Square One» «Вторая степень»                       | Марк Роскин          | Райан Джонсон и Питер Лэлайанис | 21 июля 2011    | BN505       | 5,39                |
| 68      | 6          | «Enemy of My Enemy» «Враг моего врага»              | Джонатан Фрэйкс      | Джейсон Трейси                  | 28 июля 2011    | BN506       | 5,00                |
| 69      | 7          | «Besieged» «В осаде»                                | Стивен Сурджик       | Крейг O'Нил                     | 4 августа 2011  | BN507       | 5,21                |
| 70      | 8          | «Hard Out» «Жёсткий выход»                          | Крейг Сибелз         | Рашад Рэйзани                   | 11 августа 2011 | BN508       | 4,75                |
| 71      | 9          | «Eye For an Eye» «Око за око»                       | Джеремайя Чечик      | Майкл Хоровиц                   | 18 августа 2011 | BN509       | 5,32                |
| 72      | 10         | «Army of One» «Армия из одного человека»            | Таня МакКирнан       | Альфредо Барриус мл.            | 25 августа 2011 | BN510       | 4,58                |
| 73      | 11         | «Better Halves» «Лучшие половинки»                  | Майкл Смит           | Лиза Джой                       | 1 сентября 2011 | BN511       | 4,07                |
| 74      | 12         | «Dead to Rights» «Мёртвый для правил»               | Мэтт Никс            | Джейсон Трейси                  | 8 сентября 2011 | BN512       | 4,39                |
| 75      | 13         | «Damned If You Do» «Прокляну, если ты это сделаешь» | Стивен Сурджик       | Мэтт Никс                       | 3 ноября 2011   | BN513       | 2,86                |
| 76      | 14         | «Breaking Point» «Переломный момент»                | Ренни Харлин         | Бен Уоткинс и Рашад Рэйзани     | 10 ноября 2011  | BN514       | 2,66                |
| 77      | 15         | «Necessary Evil» «Необходимое зло»                  | Альфредо Барриус мл. | Крейг O'Нил                     | 17 ноября 2011  | BN515       | 2,36                |
| 78      | 16         | «Depth Perception» «Глубина восприятия»             | Крейг Сибелз         | Питер Лэлайанис и Райан Джонсон | 1 декабря 2011  | BN516       | 3,12                |
| 79      | 17         | «Acceptable Loss» «Неприемлемая потеря»             | Джонатан Фрэйкс      | Бен Уоткинс                     | 8 декабря 2011  | BN517       | 2,79                |
| 80      | 18         | «Fail Safe» «Конец безопасности»                    | Ренни Харлин         | Мэтт Никс                       | 15 декабря 2011 | BN518       | 2,89                |

### Сезон 6 (2012)
| № общий | № в сезоне | Название                                  | Режиссёр             | Автор сценария                                           | Дата премьеры   | Произв. код | Зрители в США (млн) |
| ------- | ---------- | ----------------------------------------- | -------------------- | -------------------------------------------------------- | --------------- | ----------- | ------------------- |
| 81      | 1          | «Scorched Earth» «Выжженная земля»        | Стефан Сурджик       | Мэтт Никс                                                | 14 июня 2012    | BN601       | 3,87                |
| 82      | 2          | «Mixed Messages» «Перепутанные сообщения» | Джеффри Донован      | Альфредо Барриус мл.                                     | 21 июня 2012    | BN602       | 4,09                |
| 83      | 3          | «Last Rites» «Последний обряд»            | Ник Гомес            | Бен Уоткинс                                              | 28 июня 2012    | BN603       | 4,11                |
| 84      | 4          | «Under the Gun» «Под прицелом»            | Денни Гордон         | Майкл Хоровиц                                            | 12 июля 2012    | BN604       | 4,44                |
| 85      | 5          | «Split Decision» «Решение о расставании»  | Скотт Питерс         | Райан Джонсон и Питер Лэлайанис                          | 19 июля 2012    | BN605       | 4,97                |
| 86      | 6          | «Shock Wave» «Ударная волна»              | Ренни Харлин         | Джейсон Трейси                                           | 26 июля 2012    | BN606       | 4,86                |
| 87      | 7          | «Reunion» «Воссоединение»                 | Крейг Сибелс         | Рашид Рэйзани                                            | 2 августа 2012  | BN607       | 4,32                |
| 88      | 8          | «Unchained» «Раскованный»                 | Альфредо Барриус мл. | Альфредо Барриус мл.                                     | 9 августа 2012  | BN608       | 4,04                |
| 89      | 9          | «Official Business» «Легальный бизнес»    | Джонатан Фрэйкс      | Бриджет Тайлер                                           | 16 августа 2012 | BN609       | 4,36                |
| 90      | 10         | «Desperate Times» «Отчаянные времена»     | Ренни Харлин         | Крейг O'Нил                                              | 23 августа 2012 | BN610       | 4,96                |
| 91      | 11         | «Desperate Measures» «Отчаянные меры»     | Стефан Сурджик       | Майкл Хоровиц                                            | 8 ноября 2012   | BN611       | 3,47                |
| 92      | 12         | «Means & Ends» «Средства и финалы»        | Рон Андервуд         | Джейсон Трейси                                           | 8 ноября 2012   | BN612       | 3,47                |
| 93      | 13         | «Over the Line» «Переступить черту»       | Марк Роскин          | Бен Уоткинс                                              | 15 ноября 2012  | BN613       | 3,17                |
| 94      | 14         | «Down & Out» «Вниз и прочь»               | Генри Бронштейн      | История: Дэниел Тач Телесценарий: Дэниел Тач и Мэтт Никс | 29 ноября 2012  | BN614       | 3,14                |
| 95      | 15         | «Best Laid Plans» «Прекрасные планы»      | Ник Гомес            | Рашид Рэйзани                                            | 6 декабря 2012  | BN615       | 3,16                |
| 96      | 16         | «Odd Man Out» «Чужой среди своих»         | Марк Роскин          | Райан Джонсон и Питер Лэлайанис                          | 13 декабря 2012 | BN616       | 2,86                |
| 97      | 17         | «You Can Run» «Ты можешь убежать»         | Ник Гомес            | Крейг O'Нил                                              | 20 декабря 2012 | BN617       | 3,78                |
| 98      | 18         | «Game Change» «Перемена игры»             | Мэтт Никс            | Мэтт Никс                                                | 20 декабря 2012 | BN618       | 3,78                |

### Сезон 7 (2013)
| № общий | № в сезоне | Название                                        | Режиссёр        | Автор сценария                   | Дата премьеры    | Произв. код | Зрители в США (млн) |
| ------- | ---------- | ----------------------------------------------- | --------------- | -------------------------------- | ---------------- | ----------- | ------------------- |
| 99      | 1          | «New Deal» «Новая сделка»                       | Стефан Сурджик  | Мэтт Никс                        | 6 июня 2013      | BN701       | 4,32                |
| 100     | 2          | «Forget Me Not» «Не забывай меня»               | Джеффри Донован | Бен Уоткинс                      | 13 июня 2013     | BN702       | 4,29                |
| 101     | 3          | «Down Range» «Стрельбище»                       | Скотт Питерс    | Крейг O'Нил                      | 20 июня 2013     | BN703       | 3,40                |
| 102     | 4          | «Brothers In Arms» «Братья по оружию»           | Денни Гордон    | Альфредо Барриус мл.             | 27 июня 2013     | BN704       | 3,87                |
| 103     | 5          | «Exit Plan» «План спасения»                     | Марк Роскин     | Майкл Хоровиц                    | 11 июля 2013     | BN705       | 3,04                |
| 104     | 6          | «All or Nothing» «Все или ничего»               | Джонатан Фрэйкс | Рашид Рэйзани                    | 18 июля 2013     | BN706       | 2,86                |
| 105     | 7          | «Psychological Warfare» «Психологическая война» | Ларри Тенг      | Райан Джонсон Питер Лэлайанис    | 25 июля 2013     | BN707       | 3,06                |
| 106     | 8          | «Nature of the Beast» «Природа зверя»           | Таня МакКирнан  | Бриджет Тайлер                   | 1 августа 2013   | BN708       | 3,60                |
| 107     | 9          | «Bitter Pill» «Горькая пилюля»                  | Билл Иглс       | Альфредо Барриу мл. и Дэниел Тач | 8 августа 2013   | BN709       | 3,69                |
| 108     | 10         | «Things Unseen» «Невидимые вещи»                | Крейг Сибелс    | Вен Уоткинс и Крейг O'Нил        | 15 августа 2013  | BN710       | 3,66                |
| 109     | 11         | «Tipping Point» «Переломный момент»             | Скотт Питерс    | Рашид Рэйзани и Майкл Хоровиц    | 22 августа 2013  | BN711       | 3,64                |
| 110     | 12         | «Sea Change» «Перемена моря»                    | Стефан Сурджик  | Райан Джонсон и Питер Лэлайанис  | 5 сентября 2013  | BN712       | 3,79                |
| 111     | 13         | «Reckoning» «Воскрешение»                       | Мэтт Никс       | Мэтт Никс                        | 12 сентября 2013 | BN713       | 4,97                |